# Готгільф Соломон Борисович
Соломон Борисович Готгільф (нар. 21 лютого 1903, Санкт-Петербург — 11 липня 1967, Ленінград) — радянський шахіст, майстер спорту СРСР (1925). Зберігав звання майстра до 1935 року. Фінансовий працівник.
На першості Петрограда (1922) — 3-4-те місце. Учасник московського міжнародного турніру (1925) — 18-19-те місце. На 4-му чемпіонаті СРСР (1925) — 6-8-ме місце (з Олександром Ільїним-Женевським та Петром Романовським). Переможець Ленінградського турніру (1925) за участю Карлоса Торре. На першості Ленінграда (1928) — 7-ме місце. На турнірі ленінградських майстрів (1930) — 3-тє місце.
Кар'єра фактично завершилася після подій осені 1931 року.

## Спортивні досягнення
| Рік       | Місто     | Змагання                                                          | + | − | =  | Результат | Місце |
| --------- | --------- | ----------------------------------------------------------------- | - | - | -- | --------- | ----- |
| 1922      | Петроград | Першість Петрограда                                               |   |   |    | 7½ з 11   | 3—4   |
|           | Петроград | Матч Петроград — Москва (7-ма шахівниця, проти К. В. Розенкранца) | 2 | 0 | 0  | 2 з 2     |       |
| 1923      | Петроград | Матч з П. А. Романовським (кваліфікаційний, на звання майстра)    | 1 | 5 | 0  | 1 : 5     |       |
| 1924      | Ленінград | Першість Ленінграда                                               |   |   |    | 2½ з 10   | 6     |
| 1925      | Ленінград | «Турнір 10-ти» (Юхим Боголюбов і 9 ленінградських шахістів)       | 4 | 0 | 5  | 6½ з 9    | 3     |
|           | Ленінград | 4-й чемпіонат СРСР                                                | 6 | 3 | 10 | 11 з 19   | 6—8   |
|           | Москва    | Міжнародний турнір                                                | 1 | 8 | 11 | 6½ з 20   | 18—19 |
| 1925/1926 | Ленінград | Міжнародний турнір (за участю Карлоса Торре)                      | 4 | 2 | 0  | 4 з 6     | 1     |
| 1926      | Ленінград | Першість Ленінграда                                               | 1 | 2 | 0  | 1 з 3     | [ 5 ] |
| 1927      | Ленінград | Турнір шести шахістів (двоколовий)                                |   |   |    | 3½ з 10   | 4     |
|           | Ленінград | Матч Ленінград — Москва (проти Беніаміна Блюменфельда)            | 1 | 1 | 0  | 1 з 2     |       |
|           | Ленінград | Матч з Яковом Рохліним                                            |   |   |    |           |       |
| 1928      | Ленінград | Першість Ленінграда                                               | 4 | 3 | 8  | 8 з 15    | 7     |
| 1929      | Одеса     | 6-й чемпіонат СРСР (чвертьфінальний турнір, група № 4)            | 1 | 3 | 4  | 3 з 8     | 6—8   |
| 1930      | Ленінград | Турнір ленінградських майстрів                                    |   |   |    | 5 з 8     | 3     |
| 1931      | Москва    | Півфінал 7-го чемпіонату СРСР                                     |   |   |    |           |       |
| 1934      | Ленінград | Турнір ленінградських майстрів                                    |   |   |    | 4 з 13    | 12—13 |
| 1935      | Ленінград | Турнір 12-ти (Андор Лілієнталь і 11 ленінградських шахістів)      |   |   |    | 4½ з 11   | 10    |
| 1938      | Ленінград | Першість ВЦРПС                                                    | 8 | 6 | 7  | 11½ з 21  | 11    |
|           | Ленінград | Півфінал 11-го чемпіонату СРСР                                    | 2 | 8 | 7  | 5½ з 17   | 17—18 |